# Eicherax flavescens
Eicherax flavescens är en tvåvingeart som beskrevs av James 1953. Eicherax flavescens ingår i släktet Eicherax och familjen rovflugor.
Artens utbredningsområde är Honduras. Inga underarter finns listade i Catalogue of Life.